# Disco Elysium
Disco Elysium er et computerrollespil udviklet og udgivet af ZA/UM. Spillet er inspireret af Infinity Engine spil fra de sene 90'ere, især Planescape: Torment, og blev skrevet og designet af den estiske forfatter Robert Kurvitz og har en karakteristisk oliemaleristil med musik af det engelske band British Sea Power.
Disco Elysium finder sted i den fiktive by Revachol, der stadig er ved at komme sig efter en borgerkrig årtier inden spillets start. Spilleren tager rollen som en detektiv med hukommelsestab, der har fået til opgave at løse en mordgåde.
Spillet er baseret på et bordrollespil, som Kurvitz tidligere havde udviklet, hvorefter han dannede ZA/UM i 2016 for at arbejde på spillet.
Disco Elysium blev udgivet til Windows i oktober 2019 og macOS i april 2020. En udvidet version af spillet med fuld stemmeskuespil og nyt indhold, med undertitlen The Final Cut, blev udgivet til konsoller i 2021 sammen med en gratis opdatering til pc-versionerne.
Disco Elysium har vundet adskillige priser for sin fortælling og kunststil, og blev kåret til årets spil af flere publikationer. Efter modtagelsen af prisen for årets 'Fresh Indie Game Award' til Game Awards 2019, takkede forfatter på spillet Helen Hindpere grundlæggerne af kommunismen, Karl Marx og Friedrich Engels, "for at forsyne os med den politiske uddannelse."
Udviklingen af en tv-serie baseret på spillet blev annonceret i 2020.

## Gameplay
Disco Elysium er et open world computerrollespil, med gameplay der hovedsageligt er styret af dialog. Spillet præsenteres i et isometrisk perspektiv, hvor spillerens karakter kan styres. Spilleren tager rollen som en detektiv, der lider af alkohol- og narkotikainduceret hukommelsestab, i en mordsag.  Spilleren kan styre detektiven rundt på den aktuelle skærm for at interagere med ikke-spillerfigurer (NPC) og fremhævede objekter, eller flytte til andre skærme. Tidligt i spillet træffes Kim Kitsuragi, en anden detektiv, der fungerer som hovedpersonens professionelle stemme, og som tilbyder råd eller støtte i visse situationer. Andre NPC'er kan blive midlertidige ledsagere, som slutter sig til gruppen og yder lignende støtte.

Spillet indeholder ingen kamp i traditionel forstand; i stedet løses det gennem færdighedstjek og dialogtræer. Spillet har fire primære evner: Intellekt, Psyke, Fysik og Motorik. Hver evne har seks forskellige sekundære færdigheder; i alt 24. Spilleren forbedrer disse færdigheder gennem færdighedspoint der optjenes ved at stige i niveau. Valget af tøj, som spilleren udstyrer spillerkarakteren med, kan påvirke visse færdigheder på både positivt og negativt. Opgradering af færdighederne hjælper spillerkarakteren med at bestå færdighedstjek, baseret på et tilfældigt terningkast, men et for højt niveau kan resultere i negative effekter og karakteregenskaber, der modvirker minmaxing . For eksempel kan en spiller med et højt niveau i Drama være i stand til at opdigte og opdage løgne, men kan også blive tilbøjelig til hysteri og paranoia. På samme måde beskytter et højt niveau i Elektrokemi spillerens karakter mod de negative virkninger af stoffer og giver viden om dem, men kan også føre til stofmisbrug og selvdestruktiv adfærd.
Disco Elysium har et sekundært inventarsystem kaldet "Tankekabinettet". Forskellige tanker kan låses op gennem samtaler med andre karakterer, såvel som gennem interne dialoger i spillerkarakterens sind. Spilleren kan så "internalisere" en tanke over et vist antal timer i spillet, hvilket giver spillerkarakteren permanente fordele, men sommetider også negative effekter, et koncept som ZA/UM sammenlignede med et system brugt i Fallout-serien. Et begrænset antal pladser er tilgængelige i tankekabinettet i starten, men flere kan opnås ved at stige i niveau. For eksempel er en tidlig tanke i Tankekabinettet "Hobocop"-tanken, hvor karakteren overvejer muligheden for at bo på gaden for at spare penge, hvilket reducerer karakterens beherskelse overfor andre NPC'er, mens tanken internaliseres. Når Hobocop-tanken er gennemført, giver den muligheden for at finde mere skrammel på gaden, som kan sælges for penge.
De 24 sekundære færdigheder spiller også ind i dialogtræerne, og skaber situationer hvor spillerkarakteren kan have en intern debat med et aspekt af deres eget sind eller krop, hvilket skaber en effekt af, at spilleren kommunikerer med en splittet persona. Disse interne samtaler kan give forslag eller indsigt, der kan guide spilleren til forskellige handlinger eller dialog med spillets NPC'er, afhængigt af de point, der er investeret i færdigheden. For eksempel beskrives Inland Empire, en sekundær færdighed under Psyke, af ZA/UM som en repræsentation af sjælens intensitet og kan komme frem i situationer, hvor spillerkarakteren har brug for at gemme sig selv bag en falsk identitet med overbevisningen bag denne holdning, hvis spilleren accepterer dette forslag under en intern diskussion med Inland Empire.

## Synopsis

### Baggrund
Disco Elysium finder sted i den magisk realistiske verden Elysium, udviklet af Kurvitz og hans team i årene før, som omfatter en seks tusind år lang historie af konflikter. Spillet foregår i universets mest moderne periode, kendt som "The Fifties" (Halvtredserne).  Elysium består af "isolas", masser af land og hav, der er adskilt fra hinanden af "the Pale" (det Blege), et uforståeligt, tågelignende "bindevæv", hvori virkelighedens love gradvist nedbrydes. Langvarig udsættelse kan forårsage mental ustabilitet, og at rejse gennem "the Pale", som typisk udføres ved hjælp af luftskib, anses for at være meget farligt.
Elysiums politiske og kulturelle historie varierer også markant på tværs af verdenens lokationer, der indeholder talrige forskellige grupper af personer. Nationer og mennesker i Disco Elysiums verden følger generelt fire primære ideologier: kommunisme, fascisme, moralisme og ultraliberalisme . Kommunismen, også kaldet Mazovianismen, blev grundlagt af en økonom og historisk materialist ved navn Kras Mazov, og i stedet for at være forbundet med farven rød og hammer og segl, bliver ideologien repræsenteret af farven hvid og et pentagram flankeret af et par hjortegevirer. Moralismen, på trods af at være en centreret ideologi, har religiøse konnotationer grundet dens tilknytning til Elysiums største religion, Dolorianismen. Et af Dolorianismens dominerende komponenter er dens "Innocences" (Uskyldighederne), helgenlignende figurer, der siges at være "personificeringer af historien" og udøver stor religiøs og politisk magt i løbet af deres liv, tilsvarende til positionen som pave. Den største og mest indflydelsesrige af de historiske Innocences var Dolores Dei, en kvinde af mystisk oprindelse, som angiveligt havde glødende lunger og grundlagde mange af verdens moderne institutioner. På grund af Dolores Deis indflydelse, er symbolet på kærlighed i Disco Elysiums univers et sæt lunger i stedet for et hjerte.
Begivenhederne i spillet finder sted i Martinaise, et fattigdomsplaget distrikt i byen Revachol på et isola kaldet Insulinde. 49 år før spillets begivenheder skyllede en bølge af kommunistiske revolutioner henover flere lande; monarkiet Revachol, som indtil da havde været et magtfuldt kongerige med kolonier på tværs af Elysium, blev væltet og erstattet af en kommune. Seks år senere blev Revachol-kommunen væltet af en invaderende alliance af moralistiske-kapitalistiske nationer kaldet "the Coalition" (Koalitionen). Revachol blev siden udpeget som en særlig administrativ region under Koalitionen, der holder et stærkt greb om byens lokale økonomi og holder dens selvstændighed på et minimum. En af de få statslige funktioner, som Revachol har lov til at have, er opretholdelsen af den daglige lov og orden, hvilket er Revachol Citizens Militias (RCM) opgave. Selvom RCM startede som en frivillig borgerbrigade, er RCM siden vokset og har udviklet sig til en semiprofessionel politistyrke.

### Plot
Spillerkarakteren vågner op i et beskidt værelse på et vandrehjem i Martinaise, med voldsomme tømmermænd og ingen erindring om sin egen identitet. Han møder Løjtnant Kim Kitsuragi, som informerer ham om, at de har fået til opgave at efterforske en hængt mands død i baghaven af cafeteriet. Mandens identitet er uklar, og indledende undersøgelser tyder på, at han er blevet lynchet af en gruppe mennesker. Detektiverne udforsker resten af distriktet og følger op på spor, mens de hjælper beboerne med forskellige opgaver.
Spillerkarakteren lærer gradvist, at han er en RCM-detektiv, Løjtnant Double-Yefreitor (hvilket betyder, at han to gange har afvist forfremmelse fra sin nuværende rang) Harrier "Harry" Du Bois. For flere år siden oplevede Harry en begivenhed, der påbegyndte en midtlivskrise, og den aften, hvor han fik tildelt sagen om den hængte mand, knækkede han endelig og gik på en selvdestruktiv druktur omkring i Martinaise. I løbet af Harry og Kims arbejde opdager de, at drabet er forbundet med Martinaises havnearbejderforenings igangværende strejke mod Wild Pines-selskabet. De opsøger repræsentanter for havnearbejderne og Wild Pines-selskabet og mødes med fagforeningschefen Evrart Claire og Wild Pines-forhandleren Joyce Messier. Joyce afslører, at den hængte mand, hvis navn er Lely, var øverstkommanderende for en gruppe lejesoldater sendt af Wild Pines for at bryde strejken, og hun advarer om, at resten af holdet er blevet uregerlige og sandsynligvis vil søge gengæld.
Dette fører dem til at opdage, at Lely i virkeligheden blev dræbt før hængningen. The Hardie Boys, en gruppe havnearbejdere, der fungerer som selvtægtsmænd, påtager sig ansvaret for mordet. Gruppen hævder, at Lely forsøgte at voldtage en cafeteriagæst ved navn Klaasje. Detektiverne mødes derefter med Klaasje, som afslører, at Lely blev skudt i munden, mens de to havde sex med samtykke. Ude af stand til at finde ud af hvor kuglen kom fra, og af frygt for myndighederne på grund af hendes fortid som virksomhedsspion, fik Klaasje hjælp af en lastbilchauffør og fagforeningssympatisør ved navn Ruby, som iscenesatte Lelys død sammen med resten af The Hardie Boys. Detektiverne finder Ruby i en forladt bygning hvor hun har gemt sig, og hvor hun derefter svækker dem med et Pale-apparat. Hun påstår, at tilsløringen var Klaasjes idé og aner ikke hvem der i virkeligheden skød Lely. Spilleren kan enten formå at modstå eller deaktivere Pale-apparatet og forsøger derefter at arrestere hende. Ruby, der tror, at Harry er en korrupt betjent, enten flygter eller tager sig eget liv.
Detektiverne vender tilbage hvorefter de finder sig midt i en kamp mellem lejesoldaterne og The Hardie Boys, hvor førstnævnte søger hævn på grund af Lelys død. En ildkamp udbryder, og spilleren bliver såret, får blackout, og vågner først et par dage senere. De fleste eller alle lejesoldaterne bliver dræbt, og Kim kan blive indlagt, i hvilket tilfælde gadedrengen Cuno tilbyder at tage hans plads. Detektiverne begynder at jagte deres sidste spor og kommer frem til, at skuddet, der dræbte Lely, kom fra et gammelt søfort ud for Martinaises kyst.
Detektiverne udforsker fortet og finder skytten, en tidligere kommissær fra Revachols kommunistiske hær ved navn Iosef Lilianovich Dros. Iosef indrømmer, at han skød Lely i et udbrud af vrede og jalousi; hans motiver stammer fra hans bitterhed over for det kapitalistiske system Lely repræsenterede, såvel som seksuel misundelse af Klaasje. Detektiverne arresterer ham for mordet. Kort tid efter dukker en insektlignende kryptid kendt som "Insulindian Phasmid" op fra sivene. Spilleren kan have en psykisk samtale med dyret, som fortæller Harry, at den synes, at hans ustabile sind er frygtindgydende, men er forbløffet over hans evne til at blive ved med at eksistere. Den trøster Harry og fortæller ham, at han skal lægge sin fortid bag sig.
Harry og hans partner bliver konfronteret af Harrys gamle kolleger, efter de vender tilbage til Martinaise. De reflekterer over Harrys handlinger i løbet af spillet, om han har formået at løse sagen, og hvordan han håndterede konfronteringen med lejesoldaterne. Harrys sædvanlige partner, Løjtnant Jean Vicquemare, bekræfter at Harrys mentale sammenbrud var resultatet af, at hans eks-forlovede forlod ham for flere år siden. Afhængigt af spillerens valg, udtrykker gruppen håb om, at Harrys tilstand vil forbedre sig i fremtiden, og inviterer ham og enten Kim eller Cuno til at arbejde for en særlig RCM-enhed.
1. ↑  https://jacobin.com/2023/09/disco-elysium-intellectual-property-video-game-industry-creative-workers-collective-action
2. ↑  Disco Elysium Developers Shout Out Marx And Engels In Game Awards Victory Speech - Kotaku https://archive.today/20191213063832/https://kotaku.com/disco-elysium-developers-shout-out-marx-and-engels-1840403603#selection-1729.71-1729.87
3. ↑  https://variety.com/2020/tv/news/disco-elysium-tv-series-1234690455/
4. ↑  Cohen, Coberly (16. oktober 2019). "Ambitious open-world RPG Disco Elysium lets you take on the role of a mentally unstable detective". Techspot. Hentet 5. april 2020.
5. ↑  Lang, Brad (17. oktober 2019). "Disco Elysium Review – Stayin' Alive". Critical Hit. Hentet 18. oktober 2019.
6. 1 2  Woo, Justin (16. oktober 2019). "Disco Elysium: Character generation, skill checks and gameplay strategy". GameCrate. Arkiveret fra originalen 17. oktober 2019. Hentet 5. april 2020.
7. 1 2  Toms, Ollie (14. oktober 2019). "Disco Elysium skills & character creation: Intellect, Psyche, Physique, Motorics, and the 24 skills explained". Rock Paper Shotgun. Hentet 5. april 2020.
8. ↑  Juba, Joe (12. november 2019). "Disco Elysium Review – Living On The Edge And Loving It". Game Informer. Arkiveret fra originalen 25. februar 2021. Hentet 18. februar 2021.
9. ↑  Wildgoose, David (4. november 2019). "Disco Elysium Review - Pure Dynamite". GameSpot. Hentet 4. november 2019.
10. ↑  Cardy, Simon (16. oktober 2019). "Disco Elysium Review". IGN. Hentet 16. oktober 2019.
11. ↑  Kelly, Andy (15. oktober 2019). "Disco Elysium Review". PC Gamer. Hentet 15. oktober 2019.
12. ↑  "Disco Elysium for PC Reviews". Metacritic. Hentet 10. marts 2020.
13. 1 2  Metsniit, Mikk (31. marts 2017). "The Hungarian Interview". ZA/UM. Arkiveret fra originalen 2. december 2020. Hentet 8. april 2020.
14. ↑  Toms, Ollie (15. oktober 2019). "Disco Elysium Thought Cabinet: the Thoughts system explained". Rock Paper Shotgun. Hentet 5. april 2020.
15. ↑  O'Keefe, David (10. september 2018). "Your skills talk to you in Disco Elysium, an inventive RPG that keeps impressing". Hentet 7. april 2020.
16. 1 2  Trahan, Philip (24. januar 2020). "The World of Disco Elysium Explained". GameRant. Hentet 5. april 2020.